# Jean Marin
Jean Marin (richtiger Name Yves Morvan) (* 24. Februar 1909 in Douarnenez; † 3. Juni 1995 im 4. Pariser Arrondissement) war ein französischer Journalist und Widerstandskämpfer. Er war unter anderem von 1954 bis 1975 Vorsitzender der Agence France-Presse und der einzige Vorsitzende in sieben aufeinanderfolgenden Mandaten, also 21 Jahren.

## Leben
Nach dem Abschluss an der École navale begann er eine Karriere als Marineoffizier und wurde 1933 Journalist.
Bereits im Juni 1940 trat er dem Widerstand bei, als er in London Korrespondent für die französische Agentur Havas war. Bis 1943 war er eine der Stimmen der France libre (freies Frankreich) auf dem Sender der BBC, in der Sendung, die heimlich auf der anderen Seite des Ärmelkanals gehört wurde, Les Français parlent aux Français („Die Franzosen sprechen zu Franzosen“). 1944 trat er der zweiten Panzerdivision des Maréchal Leclerc bei, der am 25. August die Befreiung von Paris anführte. Nach der Wiedereinnahme der Stadt Rennes wurde er beauftragt, Radio Bretagne wiederzubeleben, und vom General Charles de Gaulle zum Direktor des Senders ernannt. Er beteiligte sich auch an der Entstehung der Tageszeitung Ouest-France als Nachfolgerin von L’Ouest-Éclair.
Nach einer Stelle als Direktor der kurzlebigen Tageszeitung Les nouvelles du matin (Februar 1945–Januar 1946) gelangte er als Generaldirektor in die AFP. Als einer der Akteure des Autonomie-Status der AFP (laut dem Gesetz vom 10. Januar 1957) wurde er 1957 zum Vorsitzenden der Agentur gewählt. Er verkörperte den Unabhängigkeitsgeist der AFP und wurde für seinen journalistischen Sinn geschätzt und bis 1975 alle drei Jahre wiedergewählt. Danach verließ er den Journalismus, um in der Werbung, bei Publicis, TVCS und Havas, zu arbeiten.
Für seine Memoiren, Petit bois pour un grand feu (Kleines Holz für ein großes Feuer), erhielt er 1994 den Prix Saint-Simon.
Marin wurde auf dem Friedhof von Ploaré in seiner Geburtsstadt Douarnenez begraben.

## Werke
- Ile de Sein, Ouest-France, 1992, 120 S.
- Petit bois pour un grand feu, Fayard, 1994, 572 S.

## Auszeichnungen und Ehrungen

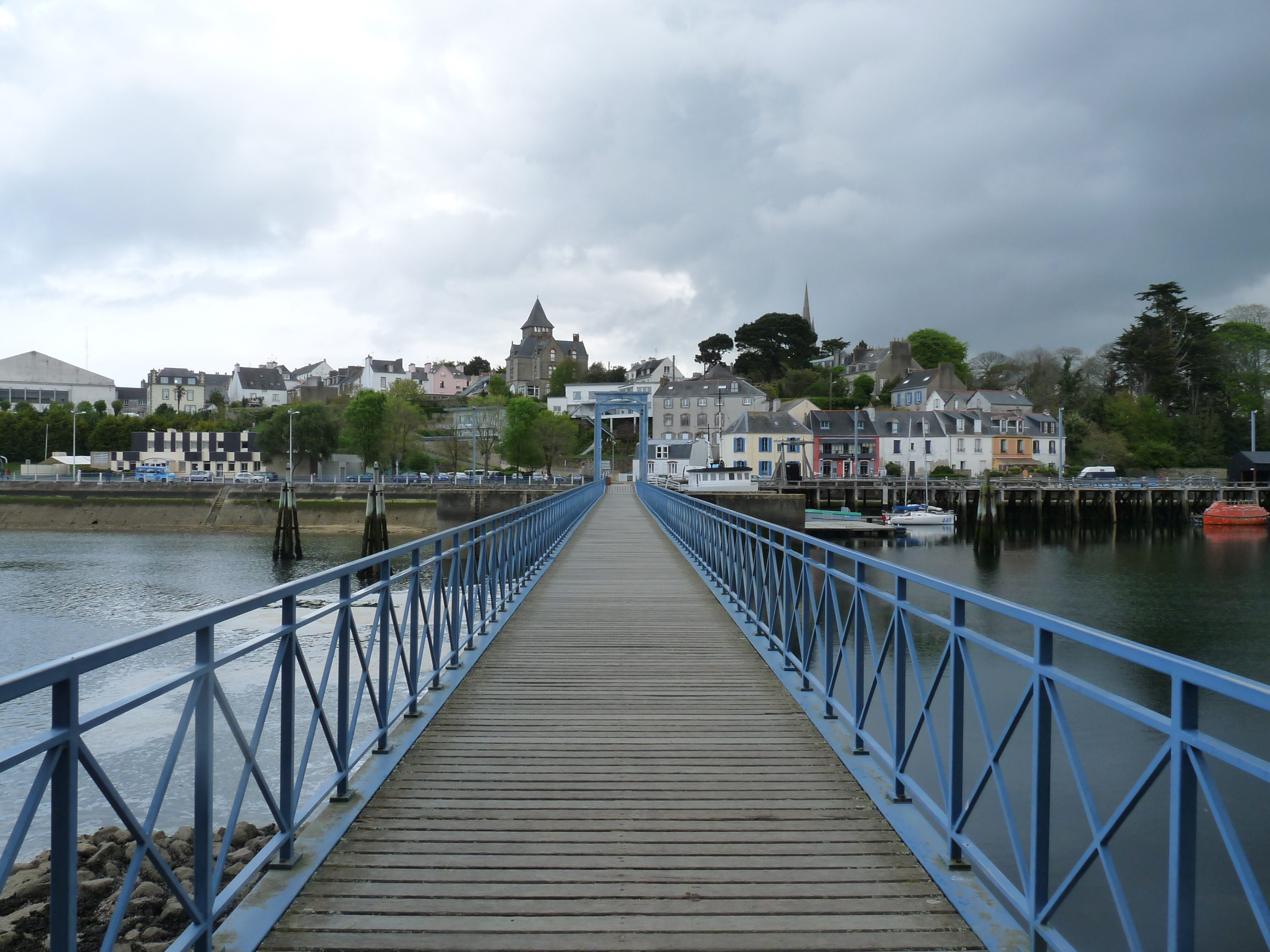
Jean-Marin-Brücke in Douarnenez

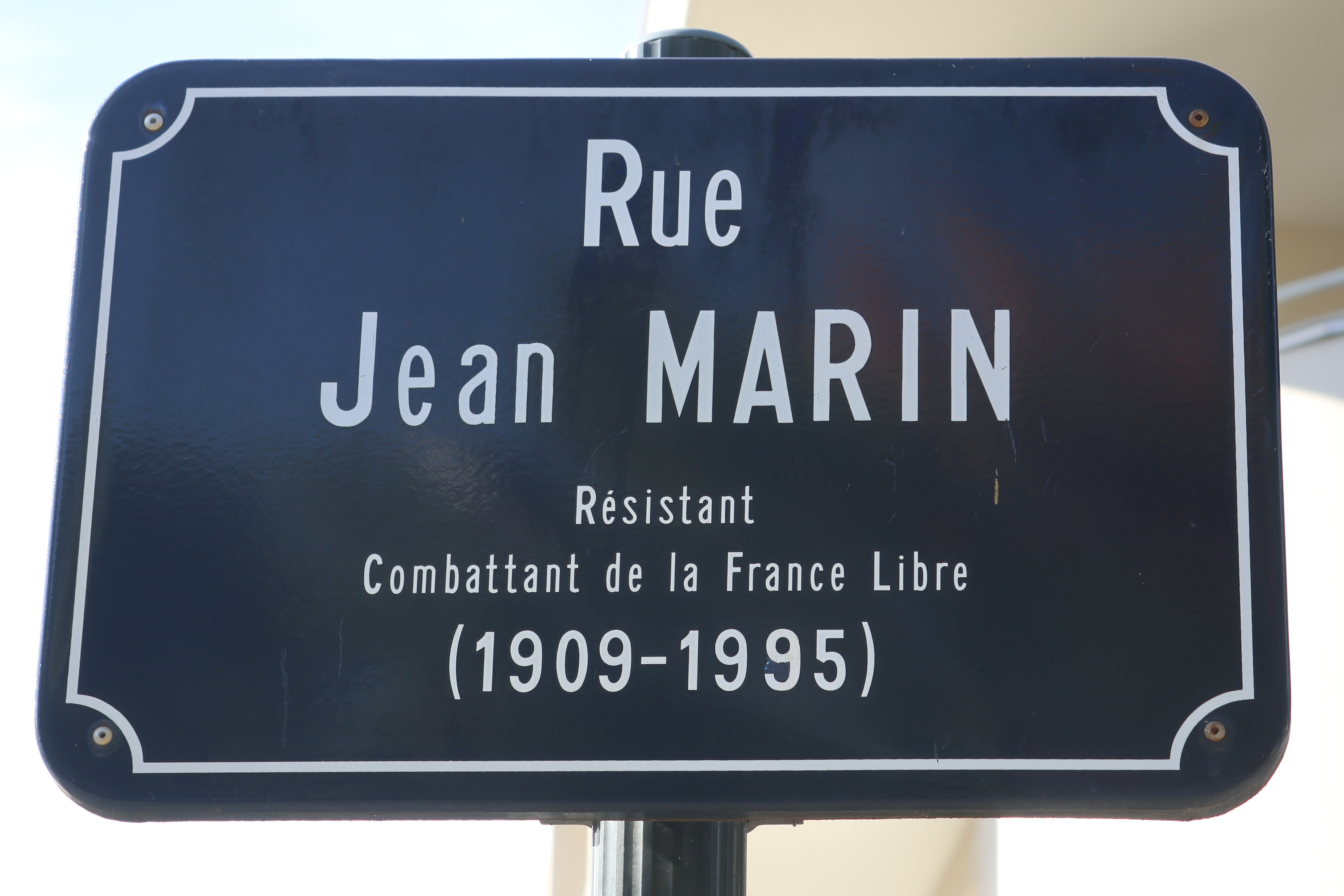
Straßenschild der Jean-Marin-Straße in Rennes

- Großoffizier der Ehrenlegion nach dem Dekret vom 30. Dezember 1982, als Vorsitzender-Generaldirektor im Fernsehen
- Offizier des Ordre des Arts et des Lettres (Orden der Künste und der Literatur)[3]
- Croix de guerre 1939–1945 (Kriegskreuz 1939–1945)
- Médaille de la Résistance française (Medaille des französischen Widerstands)

In Douarnenez trägt eine Fußgängerbrücke gegenüber der île Tristan seinen Namen. Mit Stadtratsbeschluss von Rennes am 1. April 1996 wurde eine Straße nach ihm benannt.